# Agropedologija
Agropedologija je pedološka veda, ki raziskuje fizične, kemične in biološke lastnosti prsti.
Preučuje kemično sestavo tal, njihovo geološko podlago, delovanje zunanjih naravnih sil in posledice takega delovanja za izkoriščanje v poljedelstvu in gozdarstvu.